# Чемпіонат Швейцарії з хокею 1939
Чемпіонат Швейцарії з хокею 1939 — 29-й чемпіонат Швейцарії з хокею (Національна ліга А), свій дванадцятий титул здобув ХК «Давос».

## Підсумкова таблиця
| М  | Команда          | І | Пер | Н | Пор | ШЗ | ШП | О  |
| -- | ---------------- | - | --- | - | --- | -- | -- | -- |
| 1. | ХК «Давос»       | 5 | 5   | 0 | 0   | 26 | 3  | 10 |
| 2. | Цюрих СК         | 5 | 4   | 0 | 1   | 15 | 2  | 8  |
| 3. | Грассгоппер-Клуб | 5 | 2   | 0 | 3   | 10 | 14 | 4  |
| 4. | СК «Берн»        | 5 | 1   | 1 | 3   | 8  | 15 | 3  |
| 5. | ЕХК «Ароза»      | 5 | 1   | 1 | 3   | 4  | 21 | 3  |
| 6. | «Санкт-Моріц»    | 5 | 0   | 2 | 3   | 4  | 12 | 2  |

ХК «Давос» як і минулого сезону домінує в лізі, здобувши п'ять перемог. «Санкт-Моріц» покинув НЛА, на зміну йому повинен був прийти клуб «Шато де-Окс», але він не пройшов атестацію Швейцарського хокейного союзу.